# Dywizja Gdańska
Dywizja Gdańska – dywizja niemiecko-polska okresu napoleońskiego w służbie francuskiej. W armii napoleońskiej oznaczona była numerem 7.

## Formowanie

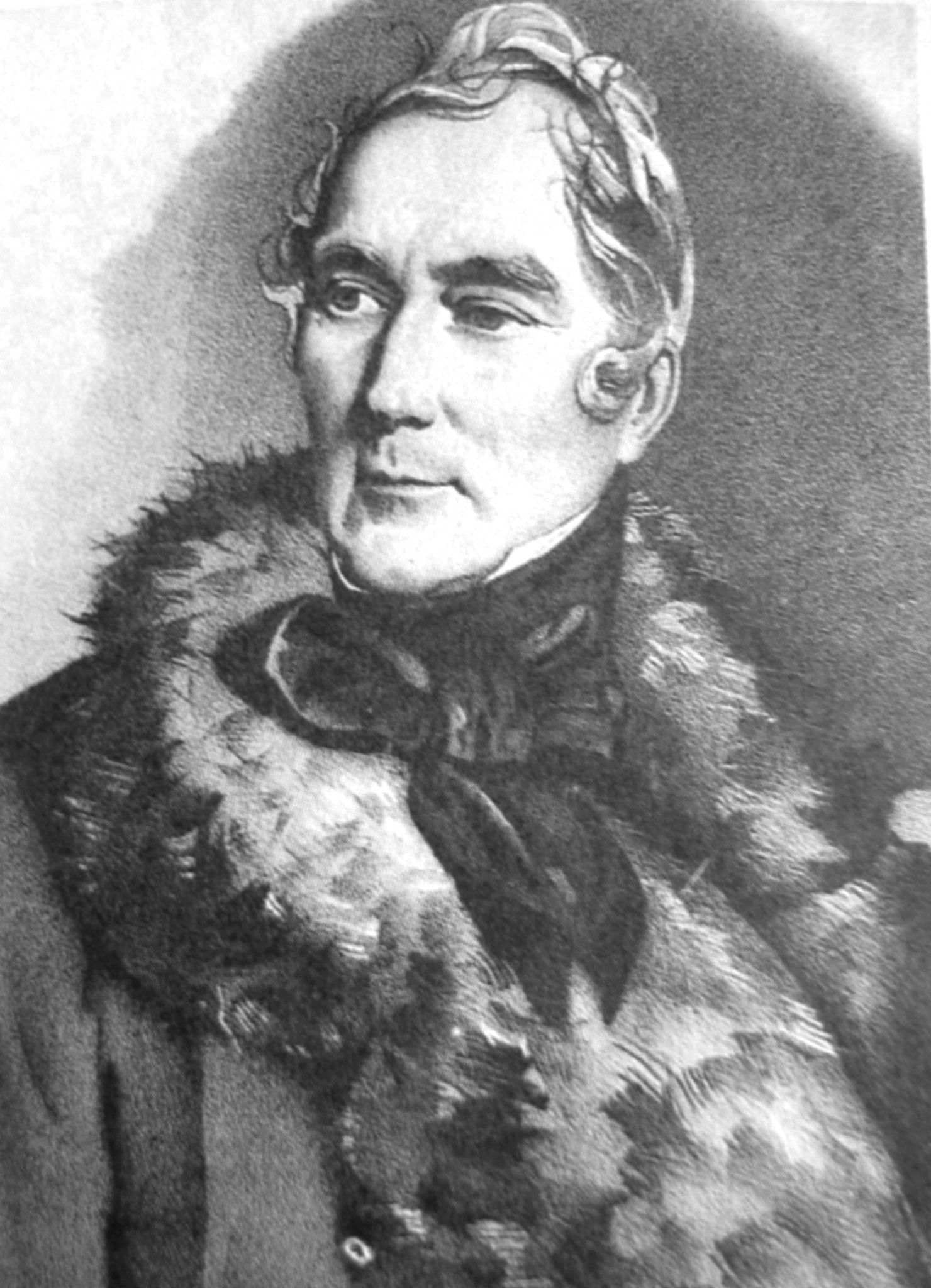
Dowódca brygady Michał Gedeon Radziwiłł

Będący pod protektoratem Cesarstwa Francuzów Garnizon Gdańska tworzyły przede wszystkim jednostki polskie.
Były to:
- 10 pułk piechoty
- 11 pułk piechoty
- 5 pułk piechoty

W 1812, wraz z 16 kompanią artylerii pieszej kpt. Jana Leppiege i 1 kompanią artylerii konnej kpt. Władysława Ostrowskiego oraz kompanią saperów por. Dyonizego Suchowskiego, stanowiły trzon utworzonej z garnizonu gdańskiego dywizji piechoty gen. Karola Ludwika Grandjeana – Dywizji Gdańskiej.
Przed kampanią rosyjską 1812 w każdym pułku sformowane zostały czwarte bataliony. W skład batalionu wchodziło po sześć kompanii po 820 żołnierzy (w pułk ok. 3400). W każdym z nich utworzono półkompanię artylerii pieszej z dwoma działami sześciofuntowymi. Dywizyjna kompania artylerii konnej posiadała cztery działa sześciofuntowe i dwa granatniki, a kompania artylerii pieszej dwa granatniki i sześć dział sześciofuntowych.

## Walki dywizji
W czerwcu 1812, będąca w składzie I Korpusu marszałka Davouta, Dywizja Gdańska skoncentrowana została w rejonie Elbląga. Stąd przez Królewiec ruszyła w kierunku Wystrucia. 24 czerwca przekroczyła Niemen w Tylży. Tu została podpv orządkowana X Korpusowi Macdonalda i w jego składzie stanowiła część wojsk osłonowych. W końcu lipca dotarła do Dyneburga i tu toczyła zwycięskie walki. W wyniku ustabilizowania się frontu, oddziały dywizji działały systemem kordonu wzdłuż dolnej Dźwiny od Dyneburga do Frydrychsztadtu. w sierpniu i wrześniu jednostki dywizji toczyły szereg potyczek z oddziałami piechoty rosyjskiej i jazdy kozackiej. Na początku października dywizja skierowana została w okolice Rygi. Toczyła tam uporczywie walki pod Gransenburgiem, a potem pod Neugutem. W listopadzie i grudniu biła się pod Walhoff. Właśnie tam dostała rozkaz odwrotu. W stosunku do kierunku moskiewskiego był to pomocniczy kierunek działania. Brak większych bitew pozwolił dywizji zachować większość stanu osobowego.
Tymczasem Rosjanie dążyli od odcięcia od południa korpusów Wielkiej Armii, koncentrujących się w Prusach. Dywizja Gdańska zmuszona była od 18 grudnia wycofywać się z Kurlandii. Walczyła między innymi pod Tylżą 28 i 31 grudnia 1812.
Po drodze dołączyły do dywizji 17 pułk ułanów płk. Michała Tyszkiewicza oraz 19 pułk piechoty płk. Konstantego Tyzenhauza. Dywizja w owym czasie była największym zgrupowaniem Wojska Polskiego, działającym w polu na przełomie lat 1812 i 1813. 2 stycznia 1813 oddziały Dywizji Gdańskiej walczyły z kozakami w Mielawkach, a 3 stycznia z awangardą gen. Szepielewa pod Labiawą nad Zalewem Kurońskirn. Przeważające liczebnie wojska rosyjskie zdobyły miasto. Wyprowadzony przez dowódcę 10 pp płk. Kamieńskiego kontratak odrzucił nieprzyjaciela i zadał mu znaczne straty.
3 stycznia 1813 Francuzi i Polacy opuścili Królewiec. 19 pp i 17 puł pomaszerowały do Wielkopolski, a dywizja przeszła przez Wisłę (Nogat) i ześrodkowała się w Nowym Stawie i Chlebowce. 13 stycznia 1813 oddziały dywizji wkroczyły na teren twierdzy gdańskiej.
W obronie Gdańska

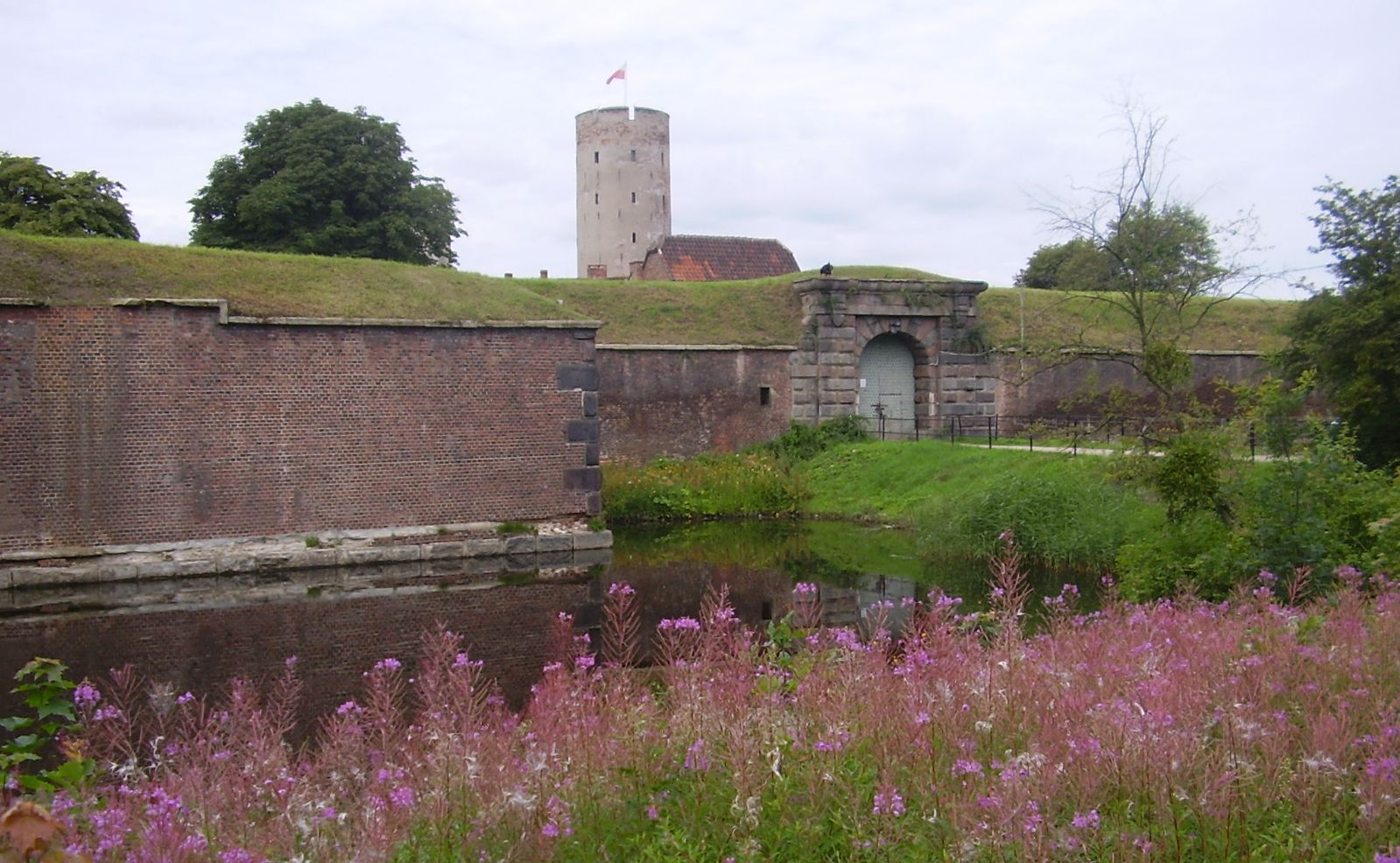
Twierdza Wisłoujście

w połowie stycznia 1813 oddziały polskie Dywizji Gdańskiej, liczyły 5835 żołnierzy. Dywizja Gdańska, wraz z dwiema dywizjami francuskimi oraz częścią korpusu bawarskiego stanowiła załogę twierdzy. Początkowo dywizja broniła miasta od południa i zachodu. Często organizowano też wypady przeciw pruskim i rosyjskim bateriom artylerii oraz celem uzupełnienia zapasów żywności.
5 i 6 marca nieprzyjaciel zaatakował twierdzę. Pierwszy atak nie odniósł spodziewanego skutku. Kolejne skierowane zostały na Chełm, Orunię, Wrzeszcz i Siedlce. Miejscowości kilkakrotnie przechodziły z rąk do rąk.
24 marca walczono o przedmieście Święty Wojciech. Brygada gen. Radziwiłła wzmocniona 11 pułkiem piechoty, zdobyła lazarety, magazyny żywności i stado bydła. 15 kwietnia walczono o Brętowo. Nocą 27 na 28 kwietnia dokonano udanego wypadu na Mierzeję Wiślaną. Wzięto przy tym 290 jeńców, doprowadzono do twierdzy dziesiątki wozów z żywnością i paszą, stado owiec i świń oraz około 800 sztuk bydła rogatego.
Z okazji Święta Wielkiej Nocy podczas parady wojskowej gen. Jean Rapp wystąpił w polskim mundurze, a polska 1 kompania artylerii konnej kpt. Ostrowskiego zyskała miano „baterii piekielnej”.
9 czerwca gen. Rapp zorganizował wypad na Orunię Prawe skrzydło stanowiła brygada gen. Radziwiłła. Bataliony polskie pod dowództwem ppłk. Piotra Szembeka oraz majorów Poniatowskiego i Deskura uderzały z ogromnym impetem. Doprowadziło to do opanowania i utrzymania Oruni. 10 czerwca podpisano ponad dwumiesięczne zawieszenie broni. Wykorzystano je na uzupełnienie zapasów żywności, naprawę fortyfikacji i broni.
28 i 29 sierpnia 1813 połączone siły rosyjsko-pruskie przystąpiły do szturmu. W bojach o Orunię, Wrzeszcz, Siedlce i Stogi wsławiły się 11 pułk piechoty i 9 pułk ułanów. Atak został odparty. Wówczas oblegający podjęli systematyczny artyleryjski ostrzał fortyfikacji i miasta. Od końca sierpnia do końca listopada spadło na miasto ponad 200 tysięcy pocisków. Morderczy ostrzał i klęska Wielkiej Armii w bitwie pod Lipskiem przesądziła o losie Gdańska. 29 listopada przystąpiono do rozmów kapitulacyjnych. Dywizja liczyła wtedy zaledwie 3626 żołnierzy. Przeziębienia oraz „tyfus głodowy” zdziesiątkował załogę.
2 stycznia 1814 opuściły Gdańsk polskie pułki. W ręce rosyjskie dostały się orły pułkowe 10 i 11 pułków piechoty, wystawione jako później trofea w Soborze Kazańskim w Petersburgu. Orła 5 pułku piechoty ocalił gen. Radziwiłł i złożył w go w lapidarium w rodzinnym Nieborowie. Oddziałom polskim gwarantowano początkowo połączenie z Wojskiem Polskim we Francji. Car Aleksander zmienił jednak postanowienia i żołnierze polscy powrócili do Księstwa Warszawskiego.
W końcu 1814 żołnierze stawili się w miejscach koncentracji swych pułków. Po reorganizacji w 1815 Wojska Polskiego, pułki te utworzyły 5 pułk piechoty liniowej.

## Struktura organizacyjna

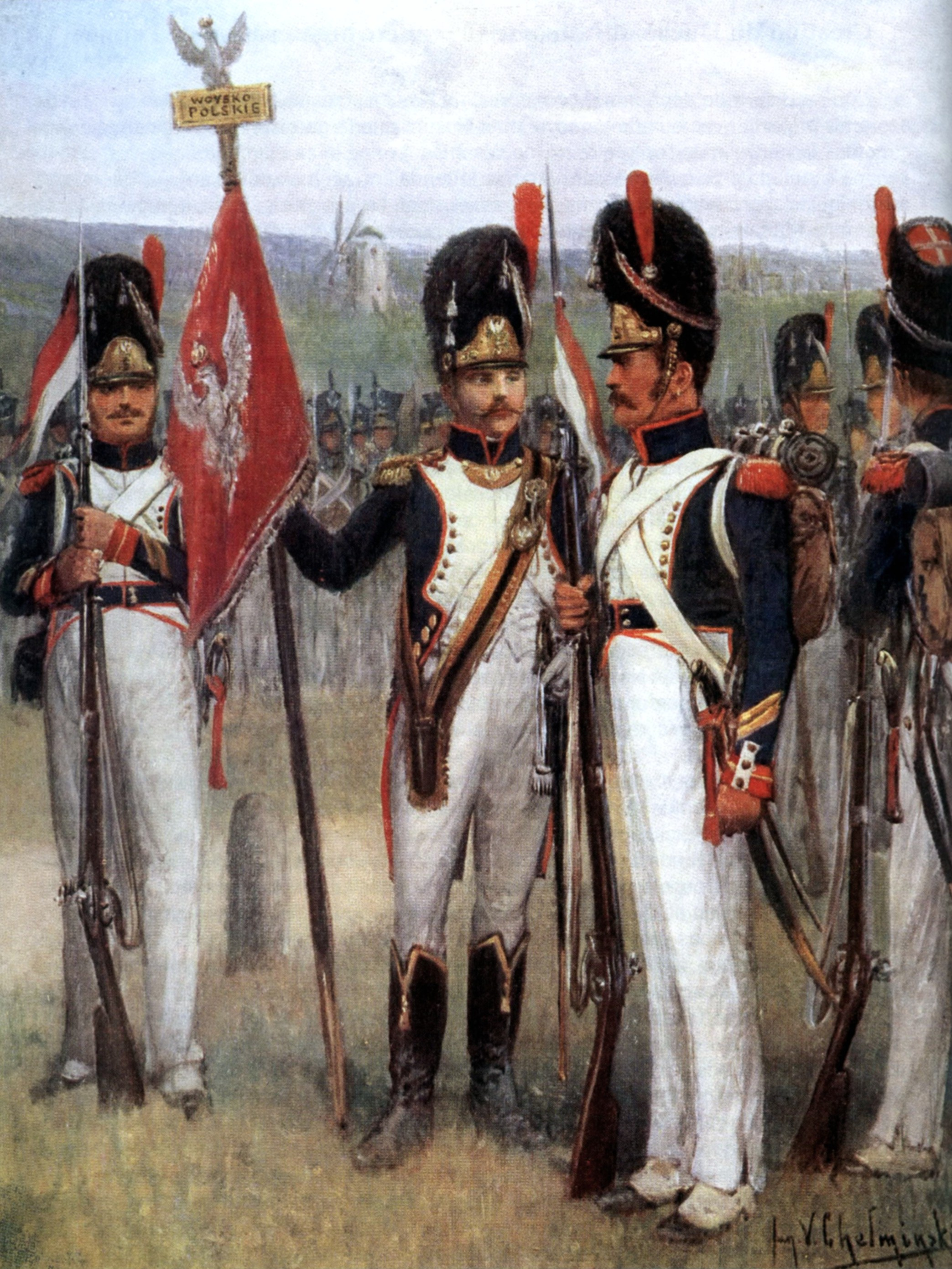
Żołnierze 5 Pułk Piechoty

(Prezentowana w różnych opracowaniach struktura organizacyjna i obsada etatowa różni się nieznacznie od siebie)
Dowództwo – gen. Charles Louis Dieudonne Grandjean
- 1 Brygada Piechoty – generał brygady książę Michał Gedeon Radziwiłł
  - 10 pułk piechoty (polski) – płk Henryk Kamienski (4 bataliony)
  - 13 pułk piechoty (bawarski) – płk Franz Baron Schlossberg (2 bataliony)
  - 1 pułk piechoty (westwalski) – płk Georg Ferdinand von Plessmann (2 bataliony)
- 2 Brygada Piechoty – gen. Etienne Pierre Ricard
  - 5 pułk piechoty (polski) – płk Stefan Oskierko (4 bataliony)
  - 11 pułk piechoty (polski) – płk Aleksander Chlebowski (4 bataliony)

kawaleria
- 9 pułk ułanów

artyleria
- 1 kompania artylerii konnej
- 16 kompania artylerii pieszej
- 6 kompania artylerii konnej
- kompania saperów